# Car Kalojan (Razgrad)
Car Kalojan (búlgaro:Цар Калоян) é uma cidade da Bulgária, localizada no distrito de Razgrad. A sua população era de 3,856 habitantes segundo o censo de 2010.

## População
| Car Kalojan | Car Kalojan | Car Kalojan | Car Kalojan | Car Kalojan | Car Kalojan | Car Kalojan | Car Kalojan | Car Kalojan | Car Kalojan | Car Kalojan | Car Kalojan | Car Kalojan | Car Kalojan | Car Kalojan | Car Kalojan | Car Kalojan | Car Kalojan | Car Kalojan | Car Kalojan |
| --- | ----------- | ----------- | ----------- | ----------- | ----------- | ----------- | ----------- | ----------- | ----------- | ----------- | ----------- | ----------- | ----------- | ----------- | ----------- | ----------- | ----------- | ----------- | ----------- |
| Ano | 1887        | 1910        | 1934        | 1946        | 1956        | 1965        | 1975        | 1985        | 1992        | 2001        | 2002        | 2003        | 2004        | 2005        | 2006        | 2007        | 2008        | 2009        | 2010        |
| População |             |             |             | …           | …           | …           | …           | 5,417       | 4,853       | 4,205       | 4,161       | 4,114       | 4,099       | 4,102       | 4,058       | 4,022       | 3,993       | 3,919       | 3,856       |
| Fontes: Instituto Nacional de Estatísticas, „citypopulation.de“, „pop-stat.mashke.org“, Bulgarian Academy of Sciences |             |             |             |             |             |             |             |             |             |             |             |             |             |             |             |             |             |             |             |